# Centre de Ciència i Tecnologia Forestal de Catalunya
El Consorci Centre de Ciència i Tecnologia Forestal de Catalunya (CTFC), anteriorment Centre Tecnològic Forestal de Catalunya, és un centre de recerca forestal situat a Can Mascaró (Solsona), i és un dels principals centres de recerca forestal aplicada dels Països Catalans i d'Europa. Va néixer l'any 1996 en forma de consorci participat pel Consell Comarcal del Solsonès, la Universitat de Lleida, la Diputació de Lleida, la Fundació Catalana per a la Recerca i la Innovació i la Generalitat de Catalunya. La seva dinàmica ha estat caracteritzada per un creixement que fa que avui en dia la institució compti amb prop d'un centenar de professionals en plantilla entre científics, tècnics, becaris i personal d'administració, i que compti amb el suport d'administracions, institucions i empreses que col·laboren en el seu dia a dia.
L'activitat del CTFC no es restringeix únicament a la recerca competitiva, sinó que la transferència de tecnologia i del coneixement i la formació, que representen un important volum de la seva activitat, valoren els seus resultats. La transferència de tecnologia en forma de convenis amb el teixit privat i les administracions públiques es complementa amb l'organització de seminaris pel gran públic i agents del sector (gestors, propietaris, tècnics, administració i científics, etc.) a nivell nacional i internacional, contribuint a la transferència d'aquest coneixement i a la generació de debat. En l'àmbit de la formació, l'activitat del CTFC abraça des de la formació de base per a treballadors fins a la formació contínua i la formació especialitzada en forma de postgraus i màsters.
El CTFC forma part de CERCA, la xarxa de centres de recerca excel·lents de la Generalitat de Catalunya. Disposa d'un Comitè Científic Assessor extern que en fa una avaluació cada quatre anys (2012, 2016) amb l'obligació d'implementar les seves recomanacions.

## La missió del CTFC
La missió del CTFC és contribuir a la modernització i a la competitivitat del sector forestal, al desenvolupament rural i la gestió sostenible del medi natural, per mitjà de la recerca, la formació i la transferència de tecnologia i el coneixement a la societat amb l'ànim d'esdevenir un centre de referència en l'àmbit nacional i internacional pel prestigi i per l'excel·lència de la seva activitat en el món forestal i de desenvolupament rural.
Les principals activitats del Centre han estat tradicionalment orientades cap aquesta missió. No obstant això, la complexitat del sector forestal a Catalunya i la seva relativa fragilitat comparada amb altres sectors econòmics, ha portat a una reinterpretació de la missió en el context de la recerca. En aquest sentit, el principal lema de la institució s'ha centrat en l'exploració de la multifuncionalitat natural dels boscos de la Mediterrània, que tenen una riquesa única comparada amb altres tipus de boscos, i a més de la fusta, inclouen un gran nombre de productes i serveis comercialitzats i no comercialitzats que repercuteixen a la societat, des de l'energia de la biomassa fins als bolets o a la qualitat de l'aigua, la biodiversitat o la reducció del risc d'incendis, 
El CTFC s'ha implicat en diverses iniciatives polítiques a nivell regional del Mediterrani, els resultats de les quals s'han utilitzat directament en processos polítics: Estratègia Regional de la Biomassa Forestal, ZECs Natura 2000, Pla General de Política Forestal (2012), Declaració de Tlemcem sobre els boscos del Mediterrani (2012), Pla de prevenció de grans incendis forestals (2015-2016), Pla Estratègic de la Fusta (2015).

## La visió del CTFC
- Ser un centre de referència a nivell local, nacional i internacional en els àmbits forestal i del desenvolupament rural, de prestigi reconegut per l'excel·lència de la seva activitat.

## Principals línies de recerca
L'activitat R+D del CTFC està estructurada en tres programes de treball, molt relacionats entre ells. Cadascun està articulat en diferents línies de treball, no sols relacionades amb la recerca, sinó també amb la transferència de tecnologia i la formació.
- Gestió forestal multifuncional
- Dinàmica del paisatge i biodiversitat
- Bioeconomia i governança

## Alguns dels investigadors principals del CTFC
- Dr. Lluís Brotons, cap de l'Àrea d'Ecologia del Paisatge,[2][3]
- Dra. Míriam Piqué, cap de l'Àrea de Gestió Forestal Sostenible,[4][5]
- Dr. Lluís Coll, cap del grup de Funcionament i Dinàmica del Bosc,[6][7]
- Dr. Pere Casals, cap de l'Àrea d'Ecologia i Gestió de Sistemes Silvopastorals,[8][9]
- Dr. Pere Rovira, Ciències del Sòls[10]
- Dr. José Ramon González, Modelització de Pertorbacions Forestals[11]
- Dr. Jordi Camprodon, Conservació de la Biodiversitat[12]
- Dr. José Antonio Bonet, Producció Micològica[13]
- Dr. Miquel de Cáceres, Modelització de la Vegetació[14][15]
- Dr. Virgilio Hermoso, Suport a les Decisions Mediambientals[16]
- Dr. Jordi García-Gonzalo, Optmització de Models[17]
- Dra. Irina Prokofieva, Economia Forestal[18]
- Dra. M. Teresa Sebastià, cap de l'àrea d'Ecologia Funcional i Canvi Global,[19][20]
- Dr. Damià Vericat, Hidrologia[21]
- Dr. Carlos Colinas, Patologia Forestal[22]
- Gerard Bota, cap de l'àrea de Biologia de la Conservació[23]

### El Comitè Científic Assessor
El Comitè Científic Assessor:
- Dr. Yves Birot, INRA, France (2011-2015)
- Dra. Isabel Cañellas, INIA, Spain (2011)[25]
- Dr. Christian Messier, CEF, Canada (2011)[26]
- Dr. Marc Palahi, EFI, Finland (2011)
- Dra. Margaret Shannon, Univ. New York, USA (2011-2015)
- Dra. Jordina Belmonte, ICTA, Spain (2016)
- Dr. Pedro Beja, CIBIO, Portugal (2016)[27]
- Dr. Bart Muys, Univ. Leuven, Belgium (2011)[28]
- Dr. Andreas Kleinschmidt, FCBA, France (2011)

El CTFC disposa d'un Pla d'igualtat d'Oportunitats des de l'any 2008. El recentment aprovat HRS4Rdemana l'elaboració d'un nou pla d'igualtat d'oportunitats per l'any 2016. Les 5 accions més representatives aplicades són:
1. Les Polítiques de balanç de gènere: consolidar la igualtat d'oportunitats en matèria de contractació, el clima de treball, la promoció de la tinença i la visibilitat de les polítiques CTFC.
2. Difusió i llenguatge: Informar el personal sobre el Pla d'Igualtat d'Oportunitats i la seva incidència al CTFC. Promoure un llenguatge equilibri de gènere dins de la institució i ser conscients de la neutralitat en la presentació de la institució.
3. Desenvolupament: la neutralitat de garantia sobre el reclutament i la promoció dels processos de tinença.
4. Conciliació de la vida personal i professional: millorar la conciliació de vida professional i personal dels membres de la institució.
5. Condicions de treball: promoure del punt de vista d'equilibri de gènere en l'avaluació de les condicions de treball.

## Aliances i xarxes
El CTFC és un dels 3 centres de recerca de la Universitat de Lleida, i té un acord d'adscripció per als professors de la Universitat que desitgin desenvolupar les seves activitats de recerca al Centre.
És un membre fundador de GEIE FORESPIR, una agrupació que reuneix els principals actors forestals de les regions pirinenques.
El CTFC és membre de l'Institut Forestal Europeu, i va ser l'origen de la seva oficina a la zona de la Mediterrània. Contribueix financerament de forma anual amb aquesta entitat (EFIMED), i comparteix oficines a les seves instal·lacions al Recinte de Sant Pau a Barcelona.
Compta amb una Unitat Comú d'Investigació amb el CREAF, Inforest, centrada en els serveis dels ecosistemes forestals.
És un membre actiu de l'Associació de Col·laboració de la FAO Silva Mediterrània de Boscos Mediterranis (CPMF), i té una important vinculació amb el Centre de l'Etude des Forêts (CEF) del Québec, i amb l'Institut Nacional d'Investigació Agronòmica INIA) d'Espanya.
Disposa de la seva pròpia empresa spin-off: Forest Bioengineering Solutions, amb l'objectiu de posar en valor de mercat dels coneixements generats pels seus equips de R + D.

## Localització
- CTFC a Solsona

SEU CENTRAL: Ctra. Sant Llorenç de Morunys, km.2 (direcció Port del Comte), 25280 Solsona. Tel. +34 973 48 17 52
CTFC Seminari: Pujada del Seminari, s/n
25280 Solsona 
Tel. + 34 973 48 16 44
- CTFC Tarragona

(Edifici de l'Oficina de Turisme)
Plaça del Mil·lenari, 1
43440 L'Espluga de Francolí
Tel. + 34 977 871716 / +34 680 446511
Fax + 34 977 871715
- CTFC Lleida

Institut Català de la Fusta 
Parc Científic i Tecnològic
Turó de Gardeny
25003 Lleida 
Tel. +34 973 27 21 81
Fax +34 973 27 21 82	
- CTFC Barcelona

Recinte històric Hospital de St.Pau - Pavelló St. Leopold- St. Antoni Maria Claret 167. 08025 Barcelona (Spain) Telf: +34 93.515.3211

## Producció científica
| Any  | SCI Papers | Recercadors full-time | Papers/recercador |
| ---- | ---------- | --------------------- | ----------------- |
| 2015 | 70         | 49                    | 1.43              |
| 2014 | 55         | 34                    | 1.62              |
| 2013 | 48         | 33                    | 1.45              |
| 2012 | 63         | 36                    | 1.75              |

Publicacions recents (2016):
- Hermoso V, Clavero M, Villero D, Brotons L. EU's conservation efforts need more strategic investment to meet continental conservation needs. Conservation Letters. DOI: 10.1111/conl.12248.
- Ameztegui A, Coll L, Brotons L, Ninot JM. Land-use legacies rather than climate change are driving the recent upward shift of the mountain tree line in the Pyrenees. Global Ecology and Biogeography. DOI: 10.1111/geb.12407.
- Annighöfer P, Ameztegui A, Ammer C, Balandier P, Bartsch N, Bolte A, Coll L, Collet C, Ewald J, Frischbier N, Gebereyesus T, Haase J, Hamm T, Hirschfelder B, Huth F, Kändler G, Kahl A, Kawaletz H, Kuehne C, Lacointe A, Lin N, Löf M, Malagoli P, Marquier A, Müller S, Promberger S, Provendier D, Röhle H, Sathornkich J, Schall P, Scherer-Lorenzen M, Schröder J, Seele C, Weidig J, Wirth C, Wolf H, Wollmerstädt J, Mund M. Species-specific and generic biomass equations for seedlings and saplings of European tree species. European Journal of Forest Research. DOI: 10.1007/s10342-016-0937-z.
- Benavides R, Escudero A, Coll L, Ferrandis P, Ogaya R, Gouriveau F, Peñuelas J, Valladares F. Recruitment patterns of four tree species along elevation gradients in Mediterranean mountains: Not only climate matters. Forest Ecology and Management.
- Buendia C, Batalla RJ, Sabater S, Palau A, Marce R. Runoff Trends Driven by Climate and Afforestation in a Pyrenean Basin. Land Degradation & Development. DOI: 10.1002/ldr.2384.
- Buendia C, Bussi G, Tuset J, Vericat D, Sabater S, Palau A, Batalla RJ. Effects of afforestation on runoff and sediment load in an upland Mediterranean catchment. Science of the Total Environment. DOI: 10.1016/jscitotenv.2015.07.005.
- Camps D, Villero D, Ruiz-Olmo J, Brotons L. Niche constraints to the northwards expansion of the common genet (Genetta genetta, Linnaeus 1758) in Europe. Mammalian Biology. DOI: 10.1016/j.mambio.2016.03.003.
- Casals P, Valor T, Besalú A, Molina-Terrén D. Understory fuel load and structure eight to nine years after prescribed burning in Mediterranean pine forests. Forest Ecology and Management. DOI: 10.1016/j.foreco.2015.11.050.
- Cattarinoa L, Hermoso V, Bradfordb LW, Carwardinee J, Wilsonf KA, Kennardb MJ, Linke S. Accounting for continuous species' responses to management effort enhances cost-effectiveness of conservation decisions. Biological conservation. DOI: 10.1016/j.biocon.2016.02.030.
- Davies GM, Domenech R, Gray A, Johnson PCD. Vegetation structure and fire weather influence variation in burn severity and fuel consumption during peatland wildfires. Biogeosciences. DOI: 10.5194/bg-13-389-2016.
- Decocq G, Andrieu E, Brunet J, Chabrerie O, De Frenne P, De Smedt P, Deconchat M, Diekmann M, Ehrmann S, Giffard B, Gorriz-Mifsud E, Hansen K, Hermy M, Kolb A, Lenoir J, Liira J, Moldan F, Prokofieva I, Rosenqvist L, Varela E, Valdés A, Verheyen K, Wulf M. Ecosystem Services from Small Forest Patches in Agricultural Landscapes. Current Forestry Reports. DOI: 10.1007/s40725-016-0028-x.
- Franklin SB, Hunter JT, De Cáceres M, Dengler J, Krestov P, Landucci F. Introducing the IAVS Vegetation Classification Working Group. Phytocoenologia. DOI: 10.1127/phyto/2016/0116.
- Gibbins CN, Vericat D, Batalla RJ, Buendia C. Which variables should be used to link invertebrate drift to river hydraulic conditions? Fundamental and Applied Limnology. DOI: 10.1127/fal/2015/0745.
- Gil-Tena A, Aquilue N, Duane A, Caceres M de, Brotons L. Mediterranean fire regime effects on pine-oak forest landscape mosaics under global change in NE Spain. European Journal of Forest Research. DOI: 10.1007/s10342-016-0943-1.
- Górriz-Mifsud E, Secco L, Pisani E. Exploring the interlinkages between governance and social capital: A dynamic model for forestry. Forest Policy and Economics. DOI: 10.1016/j.forpol.2016.01.006.
- Górriz-Mifsud E, Varela E, Piqué M, Prokofieva I. Demand and supply of ecosystem services in a Mediterranean forest: Computing payment boundaries. Ecosystem Services. DOI: 10.1016/j.ecoser.2015.11.006.

Publicacions de referència 2012-2015:
- Ameztegui A, Coll L, Messier C (2015). Modelling the effect of climate induced changes in recruitment and juvenile growth on mixed forest dynamics: The case of montane subalpine Pyrenean ecotones. ECOLOGICAL MODELLING 313. DOI: 10.1016/j.ecolmodel.2015.06.029
- Bonet JA, De Miguel S, de Aragon JM, Pukkala T, Palahi M (2012). Immediate effect of thinning on the yield of Lactarius group deliciosus in Pinus pinaster forests in Northeastern Spain. FOREST ECOLOGY AND MANAGEMENT 265. DOI: 10.1016/j.foreco.2011.10.039
- Brotons L, Aquilue N, de Caceres M, Fortin MJ, Fall A (2013). How Fire History, Fire Suppression Practices and Climate Change Affect Wildfire Regimes in Mediterranean Landscapes. PLOS ONE 8(5) Number: e62392. DOI: 10.1371/journal.pone.0062392
- De Caceres M, Legendre P, Wiser SK, Brotons L (2012). Using species combinations in indicator value analyses. METHODS IN ECOLOGY AND EVOLUTION 3(6). DOI:10.1111/j.2041210X.2012.00246.x
- De Caceres M, Martinez Vilalta J, Coll L, Llorens P, Casals P, Poyatos R, Pausas JG, Brotons L (2015). Coupling a water balance model with forest inventory data to predict drought stress: the role of forest structural changes vs. climate changes. AGRICULTURAL AND FOREST METEOROLOGY 213. DOI: 10.1016/j.agrformet.2015.06.012
- Hermoso V, Januchowski Hartley SR, Linke S (2015). Systematic planning of disconnection to enhance conservation success in a modified world. SCIENCE OF THE TOTAL ENVIRONMENT 536. DOI: 10.1016/j.scitotenv.2015.07.120
- Karhu K, Auffret MD, Dungait JAJ, Hopkins DW, Prosser JI, Singh BK, Subke JA, Wookey PA, Agren GI, Sebastia MT, Gouriveau F, Bergkvist G, Meir P, Nottingham AT, Salinas N, Hartley IP (2014). Temperature sensitivity of soil respiration rates enhanced by microbial community response. NATURE 513(7516). DOI: 10.1038/nature13604
- Rovira P, Sauras T, Salgado J, Merino A (2015). Towards sound comparisons of soil carbon stocks: A proposal based on the cumulative coordinates approach. CATENA 133. DOI:10.1016/j.catena.2015.05.020
- Valor T, Gonzalez Olabarria JR, Pique M (2015). Assessing the impact of prescribed burning on the growth of European pines. FOREST ECOLOGY AND MANAGEMENT 343. DOI:10.1016/j.foreco.2015.02.002
- Varela E, Jacobsen JB, Soliño M (2014). Understanding the heterogeneity of social preferences for fire prevention management. ECOLOGICAL ECONOMICS 106. DOI:10.1016/j.ecolecon.2014.07.014
- Titeux N, Henle K, Mihoub J, Regos A, Geijzendorffer I, Cramer W, Verburg P & Brotons L. (2016). Biodiversity scenarios neglect future land use changes. Global Change Biology. DOI:10.1111/gcb.13272)
- Stephens PA, Mason LR, Green RE, Gregory RD, Sauer JR, Alison J, Aunins A, Brotons L, Butchart, HM, Campedelli T, Chodkiewicz T, Chylarecki P, Crowe O, Elts J, Escandell V, Foppen RPB, Heldbjerg H, Herrando S, Husby M, Jiguet F, Lehikoinen A, Lindström A, Noble DG, Paquet JY, Reif J, Sattler T, Szép T, Teufelbauer N, Trautmann S, van Strien AJ, van Turnhout CAM, Vorisek P, Willis SG (2016). Consistent response of bird populations to climate change on two continents, Science 352(6281): 84‐87. DOI: 10.1126/science.aac4858